# Command & Conquer: Tiberian Sun Firestorm
Command & Conquer: Tiberian Sun Firestorm è un'espansione del videogioco Command & Conquer: Tiberian Sun.

## Trama
Il gioco prosegue dopo gli eventi di Tiberian Sun. Kane è morto, la confraternita del Nod è allo sbando e le forze della Global Defense Initiative sono in stato di riposo. Il leader Nod Anton Slavik non è però intenzionato ad abbandonare il progetto di Kane e quindi attiva il computer CABAL (Computer Assisted Biologically Augmented Lifeform) al fine di poter contrastare i GDI.
CABAL fa uccidere la maggior parte del direttivo del Nod e intraprende una campagna di conquista globale basata sull'utilizzo di cyborg controllati dal suo sistema informatico. La Global Defense Initiative intanto cerca di fermare il Tiberium e di recuperare un dispositivo chiamato Tacitus.
L'avanzata delle armate dell'intelligenza artificiale sembra inarrestabile e quindi la fratellanza del Nod e il Global Defense Initiative si uniscono per combattere le truppe cyborg.
Il gioco termina con la distruzione delle truppe cyborg e di CABAL, ma nella sequenza finale si vede un laboratorio con il sistema CABAL e varie cripte contenenti corpi umani in animazione sospesa. Uno di questi è Kane e il gioco termina con uno schermo che mostra i volti di Kane e di CABAL sovrapposti che dicono "I nostri obiettivi devono essere rivalutati".

## Tecnica
A differenza degli altri giochi della serie Command & Conquer le campagne dell'espansione sono legate dalla trama e solo giocando con i Nod e i GDI la si comprende a pieno. Inoltre molte missioni sono praticamente identiche giocate con i Nod o con i GDI e la missione finale per le due fazioni è uguale. Questo toglie varietà al gioco dato che il numero di missioni nuove realmente presenti è minore di quello dichiarato. Solo Command & Conquer 3: Tiberium Wars segue una filosofia simile.